# Oligomyrmex nevermanni
Oligomyrmex nevermanni är en myrart som först beskrevs av Mann 1926.  Oligomyrmex nevermanni ingår i släktet Oligomyrmex och familjen myror. Inga underarter finns listade i Catalogue of Life.